# 조 말론 런던
조 말론 런던(Jo Malone London)은 영국 향수와 향초 브랜드로, 조 말론이 설립했으며 1999년 에스티 로더 사가 인수했다. 이 브랜드는 고가의 향수와 럭셔리 향초, 목욕용 상품, 방향제로 유명하다. 조 말론은 어린 시절부터 향기에 대한 남다른 감각을 가지고 있었다. 집에서 직접 만든 향초와 배스 오일을 친구들에게 선물하면서 입소문이 나기 시작했고, 자연스럽게 작은 부티크를 열게 되었다. 그렇게 작은 선물로 시작된 브랜드가 이제 전 세계적으로 사랑받는 럭셔리 브랜드로 성장했다.
조 말론의 첫 번째 향수는 '라임 바질 앤 만다린(Lime Basil & Mandarin)'이었다.

1999년 조 말론은 회사를 “정확한 액수는 알려지지 않으나 수백만 달러”에 에스티 로더에 팔았다.
창립자인 조 말론은 브랜드를 떠난 후에도 꾸준히 향기 관련 활동을 이어가며,
현재 '조 러브스(Jo Loves)'라는 또 다른 브랜드를 통해 향기로운 여정을 계속 이어가고 있다.